# Perwaporacja
Perwaporacja, proces membranowy – technika rozdziału mieszanin ciekłych związków chemicznych za pomocą (zwykle) polimerowych membran nieporowatych, nazywanych potocznie gęstymi, lub membran ceramicznych o średnicy porów poniżej 5 nm. W przypadku membran polimerowych separacja wynika z różnic rozpuszczalności poszczególnych składników w membranie (sorpcja) oraz różnic w szybkości ich dyfuzji poprzez tę membranę. Jest to proces alternatywny do odwróconej osmozy. Nie wymaga zmniejszania ciśnienia po stronie permeatu, jednak często obniża się je w celu usprawnienia procesu. Praktykowane jest również wymywanie permeatu gazem obojętnym. Czynnikiem rozdzielającym jest membrana i energia (praca przeniesienia pod wpływem gradientu prężności par).
Perwaporację stosuje się głównie do rozdziału mieszanin tworzących azeotropy (na przykład woda–etanol), do usuwania lub odzyskiwania lotnych związków organicznych z wody (np. odzyskiwanie i zatężanie związków zapachowych) oraz do rozdziału mieszanin związków organicznych różniących się polarnością (na przykład metanol–eter metylowo-t-butylowy, węglowodory aromatyczne–węglowodory alifatyczne). W związku z wprowadzaniem paliw odnawialnych perwaporacja od kilku lat znajduje zastosowanie jako najtańsza i najmniej skomplikowana metoda odwadniania etanolu. Perwaporacja w porównaniu z innymi metodami jest wysoce selektywna, efektywna dla roztworów rozcieńczonych i przyjazna dla środowiska; przy produkcji bezwodnego etanolu pozwala obniżyć koszty o 25–50% w porównaniu z destylacją z dodatkiem czynnika azeotropującego, czy odwadnianiem z użyciem sit molekularnych (absorpcja zmiennociśnieniowa), głównie dzięki mniejszym wymaganiom energetycznym.